# بخش لالجین
بخش لالجین یکی از بخش‌های تابعه شهرستان بهار در استان همدان در غرب ایران و مرکز این بخش، شهر لالجین است.
این بخش با وسعت ۵۰۸ کیلومتر مربع و جمعیت ۴۱٬۳۸۱ نفر در شرق شهرستان بهار واقع شده، از جنوب به شهرستان همدان و از شمال به کبودرآهنگ محدود می‌شود و شامل دو دهستان مهاجران و سفالگران است. ۸۰ درصد از جمعیت شهر لالجین به پیشه سفالگری و سرامیک‌کاری اشتغال دارند. لالجین به عنوان مرکز تولید سفال و سرامیک خاورمیانه شناخته شده‌است.

## تقسیمات کشوری

### شهرها
- لالجین
- مهاجران

### روستاها
- - دهستان سفالگران
  - دهستان مهاجران

## جمعیت
بنابر سرشماری مرکز آمار ایران، جمعیت بخش لالجین شهرستان بهار در سال ۱۳۹۵ برابر با ۴۱٬۳۸۱ نفر بوده‌است. اکثریت مردم این بخش به زبان ترکی تکلم می‌کنند

## وجه تسمیه لالجین
نام لالجین احتمالاً از دو بخش لاله و جین شکل یافته‌است. جین پسوند مکان است که در ساخت نام شهرها و روستاهای دیگر استان همدان نیز به کار رفته‌است؛ همانند وفرجین، گنده‌جین، دیوجین، توی‌جین و فارسجین. در این صورت می‌توان لاله‌جین را به معنای آبادی لاله دانست. همچنین بعید نیست که کلمه لالجین، محرّف لاجین یا لاچین باشد که در زبان ترکی، نام پرنده‌ای شکاری است. به هر حال، ترکیباتی همچون لعل چین، لاله چین یا لاله چینی نباید درست باشد.
برخی از اهالی شهر می‌گویند که به هنگام ورود مغولان به همدان گذر لشکریان چنگیزخان به لالجین افتاد. آنان گروهی از مردان این شهر را به چین فرستادند تا از هنرمندان چین، سفالگری بیاموزند. این سفرکردگان نیز پس از آموختن هنر سفالگری به لالجین برگشتند و به کار پرداختند. از آن پس این روستا لاله چین نام گرفت. این روایت به نظر افسانه‌ای بیش نیست؛ چون هنر سفالگری در ایران، سابقه چند هزار ساله دارد؛ لذا طی مسافت دور و دراز ایران تا چین لزومی نداشته‌است؛ وانگهی اعزام شدگان به چین می‌بایست نحوه ساخت چینی را بیاموزند و نهایتاً باید پرسید چرا باید مغولان چنین لطفی در حق بومیان این ناحیه می‌کردند؟ لالجین در محاورات مردم استان همدان اغلب به صورت لَلین یا لالون (Lalon) تلفظ می‌شود.

## آثار و اماکن تاریخی
- تپهٔ دینارآباد
- تپهٔ گنج‌تپه
- امامزاده ابراهیم و عقیل دستجرد
- پل آق کرپی (پل سفید) دهنجرد
- پل مهاجران
- تپهٔ حسین‌آباد
- تپهٔ دستجرد
- تپهٔ ریکان سفلی
- تپهٔ مهاجران
- قزلر قاله‌سی (قلعهٔ دختران) در نزدیکی ساری‌قمیش
- مسجدجامع مهاجران[۶]